# Marathon van Hamburg 1990
De marathon van Hamburg 1990 werd gelopen op zondag 20 mei 1990. Het was de vijfde editie van de marathon van Hamburg. Bij de mannen was de Duitser Jörg Peter het sterkst; hij kwam als eerste over de streep in 2:11.49. De Hongaarse Judit Nagy zegevierde bij de vrouwen in 2:33.46.
In totaal finishten 7667 marathonlopers, waarvan 799 vrouwen.

## Uitslagen

### Mannen
| rang   | naam               | land | tijd    |
| ------ | ------------------ | ---- | ------- |
| Goud   | Jörg Peter         | GER  | 2:11.49 |
| Zilver | Vladimir Kotov     | URS  | 2:12.07 |
| Brons  | Michael Heilmann   | GER  | 2:13.11 |
| 4      | Alfredo Shahanga   | TAN  | 2:13.17 |
| 5      | Nivaldo Filho      | BRA  | 2:14.42 |
| 6      | Osmiro da Silva    | BRA  | 2:14.43 |
| 7      | Yuriy Kuzmin       | URS  | 2:15.08 |
| 8      | Cor Saelmans       | BEL  | 2:15.24 |
| 9      | Aleksandr Belyayev | URS  | 2:15.30 |
| 10     | Edward Rydzewski   | POL  | 2:16.31 |
| 11     | Laurenio Bezerra   | BRA  | 2:16.48 |
| 12     | Jouni Kortelainen  | FIN  | 2:17.14 |
| 13     | Peter Gschwend     | SUI  | 2:17.33 |
| 14     | Andrzej Kaniak     | POL  | 2:18.47 |
| 15     | Volker Krajenski   | GER  | 2:19.31 |
| 16     | Karel David        | TCH  | 2:19.46 |
| 18     | Ahmet Altun        | TUR  | 2:20.59 |

### Vrouwen
| rang   | naam                 | land | tijd    |
| ------ | -------------------- | ---- | ------- |
| Goud   | Judit Nagy           | HUN  | 2:33.46 |
| Zilver | Marcia Narloch       | BRA  | 2:36.25 |
| Brons  | Olga Markova         | URS  | 2:38.00 |
| 4      | Jutta Karsch         | GER  | 2:39.36 |
| 5      | Anna-Isabel Holtkamp | GER  | 2:39.54 |
| 6      | Agnes Pardaens       | BEL  | 2:41.42 |
| 7      | Ursula Starke        | GER  | 2:42.02 |
| 8      | Angelika Dunke       | GER  | 2:42.59 |
| 9      | Irina Kazakova       | URS  | 2:43.31 |
| 10     | Anna-Maria Garelli   | ITA  | 2:44.26 |
| 11     | Dagmar Knudsen       | GER  | 2:44.33 |
| 12     | Katrin Cierpinski    | GER  | 2:45.07 |
| 13     | Albina Gallyamova    | URS  | 2:47.46 |
| 14     | Isabelle Leclerc     | FRA  | 2:49.58 |
| 15     | Anne van Schuppen    | NED  | 2:50.54 |
| 16     | Ute Jenke            | GER  | 2:52.48 |
| 18     | Edeltraud Pohl       | GER  | 2:54.57 |

1986 · 1987 · 1988 · 1989 · 1990 · 1991 · 1992 · 1993 · 1994 · 1995 · 1996 · 1997 · 1998 · 1999 · 2000 · 2001 · 2002 · 2003 · 2004 · 2005 · 2006 · 2007 · 2008 · 2009 · 2010 · 2011 · 2012 · 2013 · 2014 · 2015 · 2016 · 2017